# 제천 정방사 목조관음보살좌상 및 복장유물
제천 정방사 목조관음보살좌상 및 복장유물(堤川 淨芳寺 木造觀音菩薩坐像 및 腹藏遺物)은 충청북도 제천시 수산면 능강리, 정방사에 있는 조선시대의 불상 및 복장유물이다. 2001년 3월 30일 충청북도의 유형문화재 제206호로 지정되었다.

## 개요
정방사 법당에 모셔져 있는 나무로 만든 관음보살좌상과 그 안에서 나온 유물들이다. 정방사는 제천시 수산면 능강리 금수산 정상 가까운 곳의 거대한 암벽 아래 자리잡은 사찰로 신라 때 의상대사가 창건하였다고 전하나 확실하지 않다.
목조관음보살좌상은 정방사의 법당에 주불(主佛)로 모셔져 있으며, 비교적 작은 규모이나 전형적인 조선 중기 보살상의 특징을 잘 보여주고 있다. 얼굴은 몸에 비해 작은 편이며, 머리 정면에 작은 부처가 새겨져 있는 높은 보관(寶冠)을 쓰고 있어 관음보살상임을 알 수 있다. 신체는 비례가 알맞으나 경직된 형태를 보이고 있으며, 옷은 오른쪽 어깨를 반달형으로 덮은 형식을 보인다. 목에는 단순화된 2줄의 목걸이를 걸고 있고, 앞가슴에는 가로로 생긴 내의의 주름을 보이고 있어 전형적인 조선시대 보살상의 특징을 나타내고 있다. 손은 왼손을 들고 오른손을 내리고 있는데, 이와 같은 손의 자세는 이 보살상이 아미타삼존불의 좌협시보살로서 조성되었음을 보여준다.
이 보살상 안에서는 삼존불을 조성하였다고 밝히고 있는 기록과 『묘법연화경』 등의 유물이 발견되어 현재 사찰에서 보관중이다. 그러나 이 기록에는 불상을 봉안한 사찰의 이름이 보이지 않아 본래부터 이 보살상이 정방사에서 만들어진 것인지는 확인할 수 없다. 본존상과 우협시보살상은 현재 전하지 않으며, 발원문(發願文)에 '강희이십팔년...(康熙二十八年...)'이라 기록되어 있어 조성 연대가 조선 숙종 15년(1689)임을 알 수 있다.
관음사 목조관음보살좌상은 신체 비례가 알맞고 인상도 단아한 아름다운 보살상으로, 이 보살상에서 나온 기록으로 정확한 조성연대를 알 수 있어 불상양식의 변천을 파악할 수 있는 좋은 자료가 된다.

## 참고 자료
- 제천 정방사 목조관음보살좌상 및 복장유물 - 국가유산청 국가유산포털